# Operación Jinzhou
La Operación Jinzhou u Operación Chinchow fue una operación llevada a cabo durante la invasión japonesa de Manchuria en 1931, que fue un factor preliminar que contribuyó al estallido de la segunda guerra sino-japonesa en 1937.

## Antecedentes
A finales de noviembre de 1931, el comandante en jefe del Ejército Imperial Japonés, el general Shigeru Honjō, envió 10.000 soldados en 13 trenes blindados, escoltados por un escuadrón de bombarderos, en un avance sobre Jinzhou desde Mukden. Esta fuerza avanzó hasta quedar a 30 kilómetros de Jinzhou cuando recibió la orden de retirarse. La operación fue cancelada por el ministro de Guerra japonés, el general Jirō Minami, debido a la aceptación de una forma modificada de una propuesta de la Sociedad de las Naciones para establecer una "zona neutral" como zona colchón entre la República de China propiamente dicha y Manchuria en espera de una futura Conferencia de paz sino-japonesa con gobierno civil del primer ministro Wakatsuki Reijirō en Tokio.
Sin embargo, las dos partes no lograron llegar a un acuerdo duradero. El gobierno de Wakatsuki cayó pronto y fue reemplazado por un nuevo gabinete encabezado por el primer ministro Inukai Tsuyoshi. Al fracasar las negociaciones posteriores con el gobierno del Kuomintang, el gobierno japonés aprobó un aumento de las fuerzas militares en Manchuria. En diciembre, el resto de la 20.ª División de Infantería, junto con la 38.ª Brigada Mixta de la 19.ª División de Infantería, fueron enviados a Manchuria desde Corea, mientras que la 8.ª Brigada Mixta y 10.ª División de Infantería fueron enviadas desde Japón.
Tras la derrota del general Ma Zhanshan en la provincia de Heilongjiang, y en previsión de refuerzos, el 21 de diciembre se lanzó una nueva ofensiva japonesa en Manchuria. El general Honjo insistió en que sus tropas se estaban desplazando "para limpiar el país de bandidos" y añadió que la evacuación china de Jinzhou era "absolutamente imperativa". La mayoría de los "bandidos" eran en realidad ejércitos de voluntarios antijaponeses, pero algunos bandidos reales también estaban causando el caos que siguió al colapso del gobierno chino y su ejército del noreste tras el incidente de Mukden y la invasión japonesa de Manchuria.

## Avance japonés
Mientras que las otras fuerzas japonesas y las tropas colaboracionistas de Manchuria se dispersaron desde sus bases a lo largo de las líneas ferroviarias del sur de Manchuria para despejar el campo, desde Mukden, el cuartel general japonés en Manchuria, las brigadas de la 12.ª División de Infantería avanzaron hacia el sur durante la noche, apoyadas por escuadrones de bombarderos japoneses para obligar a los chinos a evacuar Jinzhou.
Los japoneses estimaron que los chinos en Jinzhou tenían 84.000 hombres, con 58 piezas de artillería colocadas para apoyar dos sistemas separados de trincheras que defendían la ciudad. La primera línea defensiva china, 32 kilómetros al norte de la ciudad, era una serie de trincheras destinadas a detener el avance japonés en el puente del río Taling en el ferrocarril Peiping-Mukden. Los chinos tenían una segunda línea de trincheras que rodeaban por completo Jinzhou a las que retroceder si las fuerzas japonesas rompían la primera línea.
Las tropas del teniente general japonés Jirō Tamon avanzaron con cautela hacia el sur desde Mukden. La temperatura era de 30 bajo cero, y las fuerzas japonesas estaban camufladas de blanco. Los aviones de reconocimiento japoneses informaron de una fuerza de al menos 3.000 "bandidos" chinos esperando para defender el condado de Panshan. Dejando de lado a estos escaramuzadores chinos en una serie de enfrentamientos menores, Tamon se preparó para enfrentar y aplastar la primera resistencia china seria, que se esperaba en Goubangzi, 50 kilómetros al norte de Jinzhou.
En la noche del 31 de diciembre de 1931, la vanguardia japonesa estaba a quince kilómetros de Jinzhou, a orillas del río Taling. El general Tamon se detuvo brevemente para traer al resto de su 2.ª División, para el último viaje a Jinzhou. La Oficina de Guerra japonesa anunció en una transmisión de radio "la batalla del río Taling", instalando micrófonos detrás de las líneas japonesas, organizando una conexión elaborada para transmitir el sonido de los disparos a Tokio, pero luego tuvo que cancelar la transmisión cuando los chinos se retiraron sin entrar en combate.
Las fuerzas japonesas ocuparon Jinzhou el 3 de enero de 1932, y la población local ondeó banderas japonesas durante la noche para apaciguar a los conquistadores.

## Consecuencias
Del lado chino reinaba la confusión. El antiguo gobierno de Chiang Kai-shek en Nankín había dimitido y se había formado uno nuevo bajo el mando del primer ministro Sun Fo. Además, los defensores del mariscal Zhang Xueliang se retiraron de manera desordenada hacia la Gran Muralla, dejando solo una pequeña guarnición para proteger a los pocos funcionarios del gobierno que se quedaron atrás. En Nankín, Eugene Chen, el nuevo ministro de Relaciones Exteriores del Kuomintang, afirmó que su gobierno nunca había ordenado la evacuación de Jinzhou, sino que, por el contrario, había ordenado repetidamente al mariscal Zhang que se mantuviera firme. Nueve generales chinos en varias partes de China denunciaron al nuevo gobierno del primer ministro Sun Fo, culpándolo por la humillante pérdida de Jinzhou sin luchar.
El día después de la caída de Jinzhou, el Ejército Imperial Japonés ocupó Shanhaiguan, completando así su control militar sobre el sur de Manchuria.